# Natalie Ackermann
Natalie Elvira "Mireya" Ackermann Montealegre (Düsseldorf; Alemania, el 16 de abril de 1980) es una modelo, exreina, actriz y empresaria Colombo - Alemana. Es la actual directora de Miss Universe Colombia desde 2020 y Miss Universo Alemania desde 2021

## Biografía
Nació en Düsseldorf. Su padre Rudolf Ackermann es alemán, su madre viene de Barranquilla, Colombia, creció de forma bilingüe en el distrito Büderich de Meerbusch, con el alemán y el español como lengua materna. Siendo adolescente se mudó a España con su hermano; Posteriormente ambos vivieron con su madre en Barranquilla. Allí ganó el título de “Señorita Atlántico” en un concurso de belleza regional en el año 2000.
En 2006 fue elegida Miss Universo Alemania; anteriormente había ganado la elección de Miss Renania del Norte-Westfalia y se clasificó para el concurso de Miss Universe Germany .Después de ser elegida Miss Renania del Norte-Westfalia, Ackermann, que inicialmente quería ser médica, abandonó sus estudios de medicina en la Universidad Heinrich Heine de Düsseldorf en 2006 para dedicarse a su carrera como presentadora y actriz. Representó a Alemania en el certamen Miss Universo en Los Ángeles, pero no llegó a la final entre las 10 mejores participantes. Ocupó el puesto 21. En 2007 representó a Alemania en las elecciones de Miss Intercontinental en las Bahamas y quedó en tercer lugar. Sin embargo, no hubo ofertas de trabajo como modelo y actriz en Alemania.
Luego viajó a México, donde trabajó como presentadora de la televisora TV Azteca moderó, entre otras cosas, el programa de televisión “Al Extremo” y el programa de televisión “Juntas ni difuntas”, en el que entrevistó a políticos, deportistas y actores.
Ackermann trabaja como actriz desde 2007. Tomó clases de actuación en Bogotá. Su carrera actoral comenzó con un papel secundario en la exitosa telenovela colombiana Yo soy Betty, la fea, que también fue adaptada para la televisión alemana bajo el título Verliebt en Berlín. En la telenovela Nuevo rico, nuevo pobre asumió el papel de Fabia Schultz. Tuvo un pequeño papel en la película colombiana Esto huele mal. En 2009 protagonizó el largometraje mexicano Más allá del deber. En 2010 asumió el cargo de científico forense Dr. Nichols hizo su debut en Hollywood en la película de terror The Tenant.